# Kanton Jura

Das Logo für Öffentlichkeitsarbeit des Kantons Jura

Der Jura, französisch Jura [ʒyˈʁa] (Kürzel JU, italienisch Giura, rätoromanisch Giuraⓘ), amtlich französisch République et Canton du Jura (Republik und Kanton Jura), ist der 26. Kanton der Schweiz. Er liegt in der gleichnamigen Gebirgskette. Bis 1979 gehörte das Gebiet des Kantons Jura zum Kanton Bern. Haupt- und bevölkerungsreichster Ort ist Delsberg (französisch Delémont). Amts- und Umgangssprache ist Französisch. Die Einwohner des Kantons werden Jurassier (französisch Jurassiens) genannt.

## Geographie
Der Kanton Jura liegt im Nordwesten der Schweiz.
Er bildet im Westen und Norden einen Teil der schweizerischen Staatsgrenze zu Frankreich, wobei er in seinem äussersten Westen bei Les Bois auch an den Kanton Neuenburg grenzt. Im Süden grenzt der Kanton Bern an den Kanton Jura, im Osten die Kantone Solothurn und Basel-Landschaft.
Der Fläche nach belegt der Kanton Platz 14 von 26, aufgrund der geringen Einwohnerdichte liegt er nach der Einwohnerzahl auf Platz 20.
Der Kanton Jura umfasst die geografischen Regionen Delsberger Becken, Ajoie (deutsch Elsgau, nicht mehr gebräuchlich), Clos du Doubs, Freiberge und das Bergland von Movelier.

## Bevölkerung
Per 31. Dezember 2023 betrug die Einwohnerzahl des Kantons Jura 74'548. Die Bevölkerungsdichte liegt mit 89 Einwohnern pro Quadratkilometer deutlich unter dem Schweizer Durchschnitt (217 Einwohner pro Quadratkilometer). Der Ausländeranteil (gemeldete Einwohner ohne Schweizer Bürgerrecht) bezifferte sich am 31. Dezember 2023 auf 15,9 Prozent, während landesweit 27,0 Prozent Ausländer registriert waren. Per 30. Juni 2021 betrug die Arbeitslosenquote 4,7 Prozent gegenüber 2,8 Prozent auf eidgenössischer Ebene.

### Sprachen
Die Amtssprache des Kantons ist Französisch. Die einzige deutschsprachige Gemeinde ist Ederswiler. 2012 wurde Französisch von 91,8 Prozent der Bevölkerung als Hauptsprache verwendet, Deutsch von 7,2 Prozent und Italienisch von 2,9 Prozent.
Viele Orte sind aufgrund ihrer Nähe zur deutsch-französischen Sprachgrenze und früher wechselnden Zugehörigkeit (erst zum Fürstbistum Basel und dann zum Kanton Bern) nicht nur unter ihren französischen, sondern auch unter deutschen Namen bekannt, etwa Delémont/Delsberg oder Porrentruy/Pruntrut.

### Religionen – Konfessionen
Im Kanton Jura ist eine deutliche Mehrheit der Bewohner römisch-katholisch (69,6 Prozent). Zur evangelisch-reformierten Kirche bekennen sich 10,1 Prozent, während 12,1 Prozent konfessionslos sind.
Die katholischen Pfarreien des Kantons Jura gehören zum Bistum Basel und sind zusammen mit den Pfarreien der Kantone Bern und Solothurn Teil der Bistumsregion St. Verena (Sitz des Bischofsvikariats in Biel). Parallel zur kirchlichen Organisation bestehen im Kanton Jura – wie in den meisten anderen Schweizer Kantonen – mit der Collectivité ecclésiastique cantonale catholique-romaine de la République et Canton du Jura (auf kantonaler Ebene) und den Kirchgemeinden (auf Ebene der Pfarreien) staatskirchenrechtliche Organe (Körperschaften des öffentlichen Rechts), welche die Kirchensteuern erheben und die finanziellen Mittel zur Wahrnehmung der kirchlichen Aufgaben zur Verfügung stellen.
Die evangelisch-reformierten Kirchgemeinden des Kantons Jura gehören zu den Reformierten Kirchen Bern-Jura-Solothurn. Sowohl die Landeskirche als auch die einzelnen Kirchgemeinden sind Körperschaften des öffentlichen Rechts.

## Verfassung
Die gegenwärtige Verfassung der Republik und des Kantons Jura datiert von 1977.

### Legislative – Parlament
Gesetzgebendes Organ (Legislative) des Kantons Jura ist das Parlament (französisch Parlement), das aus 60 Volksvertretern besteht. Es wurde am 18. Oktober 2020 zum letzten Mal gewählt.
Zudem ist das Volk direkt an der Gesetzgebung beteiligt, da Verfassungsänderungen obligatorisch und Gesetzesänderungen auf Antrag von mindestens 2000 Stimmberechtigten oder acht Gemeinden der Volksabstimmung (Referendum) unterworfen sind. Mindestens 2000 Stimmberechtigte oder acht Gemeinden können überdies eine Gesetzes- oder Verfassungsänderung beantragen. Ausländer sind seit der Kantonsgründung 1979 stimm- und wahlberechtigt; ausgeschlossen davon ist die Wahlbefähigung zu kantonalen Ämtern.
|  | Partei                                      | Sitze | Sitzverteilung                                                                                | Wähleranteil in Prozent |
|  | ------------------------------------------- | ----- | --------------------------------------------------------------------------------------------- | --- |
|  | Christlichdemokratische Volkspartei (CVP)   | 15    | Insgesamt 60 Sitze - PdA: 2 - Grüne: 7 - SP: 13 - CSP: 6 - GLP: 2 - CVP: 15 - FDP: 8 - SVP: 7 | Wahl zum jurassischen Parlament vom 18. Oktober 2020Wahlbeteiligung: 43,85 % 3020100 24,4120,2013,5011,4810,9410,304,503,651,00 CVPSPFDPGrüneSVPeCSPGLPCS-POPhSonst.Gewinne und Verlusteim Vergleich zu 2015 %p 6 4 2 0 −2 −4−2,37+0,15−1,93+3,78−1,94−1,83+4,50+0,42−0,80CVPSPFDPGrüneSVPCSPGLPCS-POPSonst.Anmerkungen:e Liste inkl. EDU-Kandidatenh Gemeinsame Liste Combat socialiste und PdA |
|  | Sozialdemokratische Partei der Schweiz (SP) | 13    | Insgesamt 60 Sitze - PdA: 2 - Grüne: 7 - SP: 13 - CSP: 6 - GLP: 2 - CVP: 15 - FDP: 8 - SVP: 7 | Wahl zum jurassischen Parlament vom 18. Oktober 2020Wahlbeteiligung: 43,85 % 3020100 24,4120,2013,5011,4810,9410,304,503,651,00 CVPSPFDPGrüneSVPeCSPGLPCS-POPhSonst.Gewinne und Verlusteim Vergleich zu 2015 %p 6 4 2 0 −2 −4−2,37+0,15−1,93+3,78−1,94−1,83+4,50+0,42−0,80CVPSPFDPGrüneSVPCSPGLPCS-POPSonst.Anmerkungen:e Liste inkl. EDU-Kandidatenh Gemeinsame Liste Combat socialiste und PdA |
|  | FDP.Die Liberalen (FDP)                     | 08    | Insgesamt 60 Sitze - PdA: 2 - Grüne: 7 - SP: 13 - CSP: 6 - GLP: 2 - CVP: 15 - FDP: 8 - SVP: 7 | Wahl zum jurassischen Parlament vom 18. Oktober 2020Wahlbeteiligung: 43,85 % 3020100 24,4120,2013,5011,4810,9410,304,503,651,00 CVPSPFDPGrüneSVPeCSPGLPCS-POPhSonst.Gewinne und Verlusteim Vergleich zu 2015 %p 6 4 2 0 −2 −4−2,37+0,15−1,93+3,78−1,94−1,83+4,50+0,42−0,80CVPSPFDPGrüneSVPCSPGLPCS-POPSonst.Anmerkungen:e Liste inkl. EDU-Kandidatenh Gemeinsame Liste Combat socialiste und PdA |
|  | Schweizerische Volkspartei (SVP)            | 07    | Insgesamt 60 Sitze - PdA: 2 - Grüne: 7 - SP: 13 - CSP: 6 - GLP: 2 - CVP: 15 - FDP: 8 - SVP: 7 | Wahl zum jurassischen Parlament vom 18. Oktober 2020Wahlbeteiligung: 43,85 % 3020100 24,4120,2013,5011,4810,9410,304,503,651,00 CVPSPFDPGrüneSVPeCSPGLPCS-POPhSonst.Gewinne und Verlusteim Vergleich zu 2015 %p 6 4 2 0 −2 −4−2,37+0,15−1,93+3,78−1,94−1,83+4,50+0,42−0,80CVPSPFDPGrüneSVPCSPGLPCS-POPSonst.Anmerkungen:e Liste inkl. EDU-Kandidatenh Gemeinsame Liste Combat socialiste und PdA |
|  | Grüne Partei der Schweiz (GPS)              | 07    | Insgesamt 60 Sitze - PdA: 2 - Grüne: 7 - SP: 13 - CSP: 6 - GLP: 2 - CVP: 15 - FDP: 8 - SVP: 7 | Wahl zum jurassischen Parlament vom 18. Oktober 2020Wahlbeteiligung: 43,85 % 3020100 24,4120,2013,5011,4810,9410,304,503,651,00 CVPSPFDPGrüneSVPeCSPGLPCS-POPhSonst.Gewinne und Verlusteim Vergleich zu 2015 %p 6 4 2 0 −2 −4−2,37+0,15−1,93+3,78−1,94−1,83+4,50+0,42−0,80CVPSPFDPGrüneSVPCSPGLPCS-POPSonst.Anmerkungen:e Liste inkl. EDU-Kandidatenh Gemeinsame Liste Combat socialiste und PdA |
|  | Christlich-soziale Partei (CSP)             | 06    | Insgesamt 60 Sitze - PdA: 2 - Grüne: 7 - SP: 13 - CSP: 6 - GLP: 2 - CVP: 15 - FDP: 8 - SVP: 7 | Wahl zum jurassischen Parlament vom 18. Oktober 2020Wahlbeteiligung: 43,85 % 3020100 24,4120,2013,5011,4810,9410,304,503,651,00 CVPSPFDPGrüneSVPeCSPGLPCS-POPhSonst.Gewinne und Verlusteim Vergleich zu 2015 %p 6 4 2 0 −2 −4−2,37+0,15−1,93+3,78−1,94−1,83+4,50+0,42−0,80CVPSPFDPGrüneSVPCSPGLPCS-POPSonst.Anmerkungen:e Liste inkl. EDU-Kandidatenh Gemeinsame Liste Combat socialiste und PdA |
|  | Grünliberale Partei (glp)                   | 02    | Insgesamt 60 Sitze - PdA: 2 - Grüne: 7 - SP: 13 - CSP: 6 - GLP: 2 - CVP: 15 - FDP: 8 - SVP: 7 | Wahl zum jurassischen Parlament vom 18. Oktober 2020Wahlbeteiligung: 43,85 % 3020100 24,4120,2013,5011,4810,9410,304,503,651,00 CVPSPFDPGrüneSVPeCSPGLPCS-POPhSonst.Gewinne und Verlusteim Vergleich zu 2015 %p 6 4 2 0 −2 −4−2,37+0,15−1,93+3,78−1,94−1,83+4,50+0,42−0,80CVPSPFDPGrüneSVPCSPGLPCS-POPSonst.Anmerkungen:e Liste inkl. EDU-Kandidatenh Gemeinsame Liste Combat socialiste und PdA |
|  | Partei der Arbeit der Schweiz (PdA)         | 02    | Insgesamt 60 Sitze - PdA: 2 - Grüne: 7 - SP: 13 - CSP: 6 - GLP: 2 - CVP: 15 - FDP: 8 - SVP: 7 | Wahl zum jurassischen Parlament vom 18. Oktober 2020Wahlbeteiligung: 43,85 % 3020100 24,4120,2013,5011,4810,9410,304,503,651,00 CVPSPFDPGrüneSVPeCSPGLPCS-POPhSonst.Gewinne und Verlusteim Vergleich zu 2015 %p 6 4 2 0 −2 −4−2,37+0,15−1,93+3,78−1,94−1,83+4,50+0,42−0,80CVPSPFDPGrüneSVPCSPGLPCS-POPSonst.Anmerkungen:e Liste inkl. EDU-Kandidatenh Gemeinsame Liste Combat socialiste und PdA |

### Exekutive – Regierung
Ausführendes Organ (Exekutive) ist die Regierung (französisch Gouvernement). Diese besteht aus fünf Ministern (Ministre).
| Minister             | Funktion                                                            | Partei | Departement                                                                                               |
| -------------------- | ------------------------------------------------------------------- | ------ | --- |
| Rosalie Beuret Siess | Présidente du Gouvernement en 2024 Regierungspräsidentin 2024       | SP     | Département des finances (DFI) Departement für Finanzen                                                   |
| Martial Courtet      | Vice-président du Gouvernement en 2024 Regierungsvizepräsident 2024 | Mitte  | Département de la formation, de la culture et des sports (DFCS) Departement für Bildung, Kultur und Sport |
| Nathalie Barthoulot  | Ministre Ministerin                                                 | SP     | Département de l’intérieur (DIN) Departement des Innern                                                   |
| David Eray           | Ministre Minister                                                   | CSP    | Département de l’environnement (DEN) Departement für Umwelt                                               |
| Jacques Gerber       | Ministre Minister                                                   | FDP    | Département de l’économie et de la santé (DES) Departement für Wirtschaft und Gesundheit                  |

Staatsschreiber (chancelier de l’Etat) ist Jean-Baptiste Maître.

### Judikative – Rechtsprechung
Rechtsprechendes Organ (Judikative) sind die richterlichen Behörden. Hierzu zählen insbesondere die drei Bezirksgerichte (Tribunal du District) sowie das Kantons- (Tribunal cantonal) und das Verfassungsgericht (Cour constitutionnelle).

### Vertretung auf eidgenössischer Ebene
Auf Bundesebene entsendet der Kanton Jura je zwei Vertreter in den Ständerat und in den Nationalrat.
Ab Januar 2023 ist Elisabeth Baume-Schneider das erste Mitglied des Bundesrats aus dem Kanton Jura.

## Wirtschaft
Wirtschaftlich ist der Kanton Jura einer der schwächsten Kantone der Schweiz. Die Finanzkraft liegt nur bei 30 Prozent des gesamtschweizerischen Wertes. So lag 2011 das Bruttoinlandprodukt (BIP) pro Einwohner bei 62'316 Schweizer Franken. Sichtbar wird dieser Umstand auch an vielen leerstehenden (und verfallenden) teilweise historisch wertvollen Häusern. Die Arbeitslosenquote liegt mit 4,7 Prozent über dem Schweizer Durchschnitt von 2,8 Prozent (30. Juni 2021).
Im Jahr 2020 wurden 20,6 Prozent der landwirtschaftlichen Nutzfläche des Kantons durch 189 Betriebe biologisch bewirtschaftet.

### Pferdezucht
Die heute als Freiberger bezeichnete Pferderasse war früher auch als «Jura-Pferd» bekannt. Insgesamt bildet der Jura einen Schwerpunkt der Pferdezucht innerhalb der Schweiz.

### Verkehr
Die Jurabahnen (Chemins de fer du Jura, kurz CJ) betreiben mehrere Eisenbahn- und Autobuslinien. Auch der Schweizerische Postautodienst ist Konzessionär für mehrere Buslinien. Die Schweizerischen Bundesbahnen betreiben eine Hauptachse, auf der die Schnellzüge in Delsberg eine Spitzkehre machen. Eine weitere Eisenbahnlinie führt von Delsberg nach Boncourt mit einer Fortsetzung über Delle nach Belfort. Diese Route tangiert das Tal des Doubs mit dem Clos du Doubs.
Bedeutendste Autoverbindung ist die A16, die den Kanton von Südost nach Nordwest durchquert. Insgesamt sind manche Strassen eng und kurvenreich, bedingt durch die teilweise spektakulär gebirgige Landschaft. Manche in den Fels gehauene Durchfahrten sind nicht mehr als 3,1 bis 3,5 Meter hoch. Dies erklärt auch die zögerliche wirtschaftliche Entwicklung des Gebietes.
Im Jahr 2023 lag der Motorisierungsgrad (Personenkraftwagen pro 1'000 Einwohner) bei 608.
Die ländliche Prägung des Juras zeigt sich daran, dass im gesamten Kantonsgebiet keine Verkehrsampeln existieren.

## Geschichte

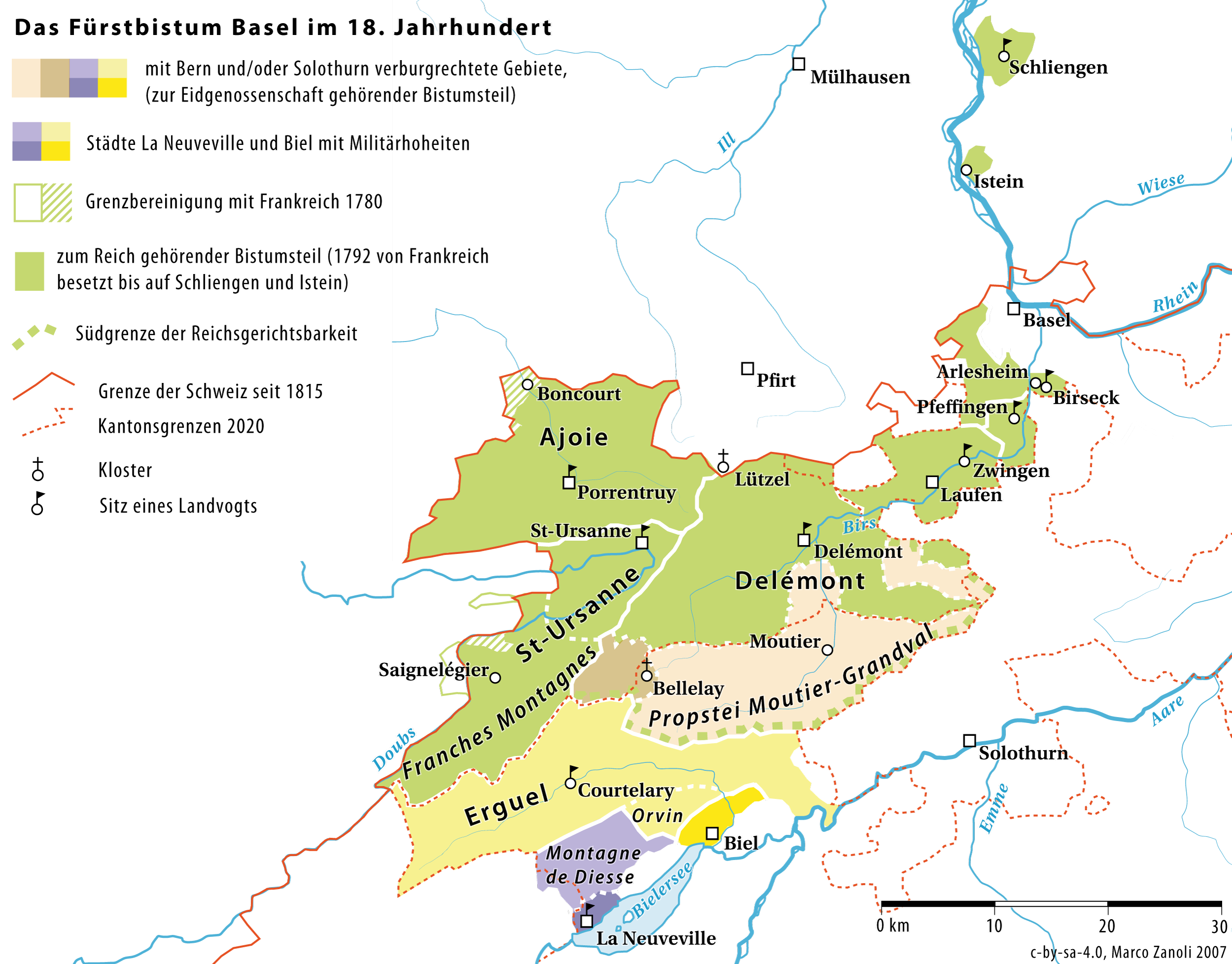
Das Fürstbistum Basel im 18. Jahrhundert

Der Kanton Jura ist der jüngste Kanton in der Schweiz. Er entstand aufgrund von kulturell-politischen Spannungen. Nach mehreren lokalen Plebisziten und der eidgenössischen Volksabstimmung vom 24. September 1978 wurde am 1. Januar 1979 der nördliche Teil des Juras durch Abspaltung vom Kanton Bern getrennt – nach rund 165-jähriger Zugehörigkeit.

### Mittelalter
Im Mittelalter gehörte das Gebiet des heutigen Kantons Jura zum Fürstbistum Basel, einem bischöflich regierten Territorialstaat. Während die Gebiete des heutigen bernischen Juras durch den Einfluss der Stadt Bern im 16. Jahrhundert zur Reformation übertraten, blieb der nördliche Teil katholisch oder wurde in der Gegenreformation rekatholisiert. Seit der Reformation residierten die Fürstbischöfe nicht mehr in Basel, sondern im nordjurassischen Pruntrut in der Ajoie. Das Fürstbistum war zwischen 1579 und 1717 mit den katholischen Orten der Eidgenossenschaft verbündet. Der Südjura galt aber als Teil der Eidgenossenschaft, weil die Städte Neuenstadt und Biel/Bienne sowie die Propstei Moutier-Grandval mit Bern im Burgrecht standen. Der Bischof von Basel galt damals weltlich als ein Fürst des Deutschen Reiches; deshalb durfte der deutsche Heerführer Bernhard von Sachsen-Weimar während des Dreissigjährigen Krieges 1639 seine Truppen ins Fürstbistum legen, ohne dass die Eidgenossenschaft dies als Grenzverletzung in ihrem Zugewandten Ort ahnden konnte.

### Republik
1792 wurde im nördlichen Teil des Hochstifts als Folge der Besetzung durch französische Revolutionstruppen kurzzeitig die Raurakische Republik ausgerufen. Schon im folgenden Jahr wurde der gesamte Jura allerdings Teil der Französischen Republik.

### Wiener Kongress
Am Wiener Kongress 1815 wurden die Gebiete des ehemaligen Hochstifts Basel den Kantonen Bern und Basel zugesprochen. Mit der Unterzeichnung der Vereinigungsurkunden ging das Birseck an Basel, und die Gebiete des heutigen Juras und das Laufental gingen an Bern. Eine Kompensation für den Verlust des Aargaus und der Waadt 1803 war zweitrangig.
In den katholischen Teilen des Juras kam es bereits im 19. Jahrhundert während des Kulturkampfes zu massiven Spannungen zwischen den Behörden des Kantons Bern und der Bevölkerung. Diese Spannungen dauerten auch nach dem Kulturkampf bis ins 20. Jahrhundert hinein an, etwas abgemildert und später wieder intensiver.

### 20. Jahrhundert
Ein Höhepunkt der Jurafrage war die sogenannte Moeckli-Affäre. 1947 verweigerten deutschsprachige Berner Politiker einem bern-jurassischen Politiker die Führung des Baudepartements, weil es «zu wichtig» sei, um dieses an einen welschen Politiker zu übergeben.
Der Kanton Bern ist grösstenteils reformiert und deutschsprachig. Die Bewohner des 1815 erworbenen Gebietes dagegen sind heute mehrheitlich französischsprachig und – im Nordteil – katholisch. Dass der Konflikt, der letzten Endes zur Abtrennung des Juras von Bern führte, ursprünglich weniger sprachlicher, sondern konfessioneller Art war, zeigt sich daran, dass bei den Volksabstimmungen über die Kantonsgründung der zwar ebenfalls französischsprachige, aber protestantische Südteil des Juras, die Amtsbezirke La Neuveville, Moutier und Courtelary, stets für den Verbleib bei Bern stimmte.
Der Kantonsgründung voran gingen in den 1960er und 1970er Jahren teils gewalttätige Ausschreitungen. 1984 verübte die Jugendorganisation «Béliers» Sprengstoffanschläge, denen u. a. auch das Soldatendenkmal des Ersten Weltkriegs in Les Rangiers zum Opfer fiel. Führender Kopf der Sezessionsbewegung war Roland Béguelin vom Rassemblement jurassien.
Die in der Berner Kantonsverfassung und der Bundesverfassung vorgesehenen Verfahren mit Volksabstimmungen auf verschiedenen Staatsebenen verhinderten letztlich eine bürgerkriegsähnliche Eskalation.

### Volksabstimmungen, 1979 und danach
An der zweiten Volksabstimmung zur Jurafrage vom 1. März 1970 hatte das Berner Stimmvolk mit einem Zusatz zur Staatsverfassung den sieben jurassischen Bezirken das Recht eingeräumt, selbst über ihre politische Zukunft zu entscheiden, und der Amtsbezirk Laufen erhielt das Recht, sich einem anderen benachbarten Kanton anzuschliessen. Die einzelnen Bezirke als auch Gemeinden an den Bezirksgrenzen konnten über den Verbleib beim Kanton Bern abstimmen.
1975 entschieden sich die drei Amtsbezirke Moutier, Courtelary und La Neuveville, beim Kanton Bern zu bleiben, während die drei nordjurassischen Bezirke Porrentruy, Freiberge und Delémont dem neuen Kanton Jura beitreten wollten. Der Grenzbezirk Laufen stimmte vorerst für den Verbleib beim Kanton Bern.

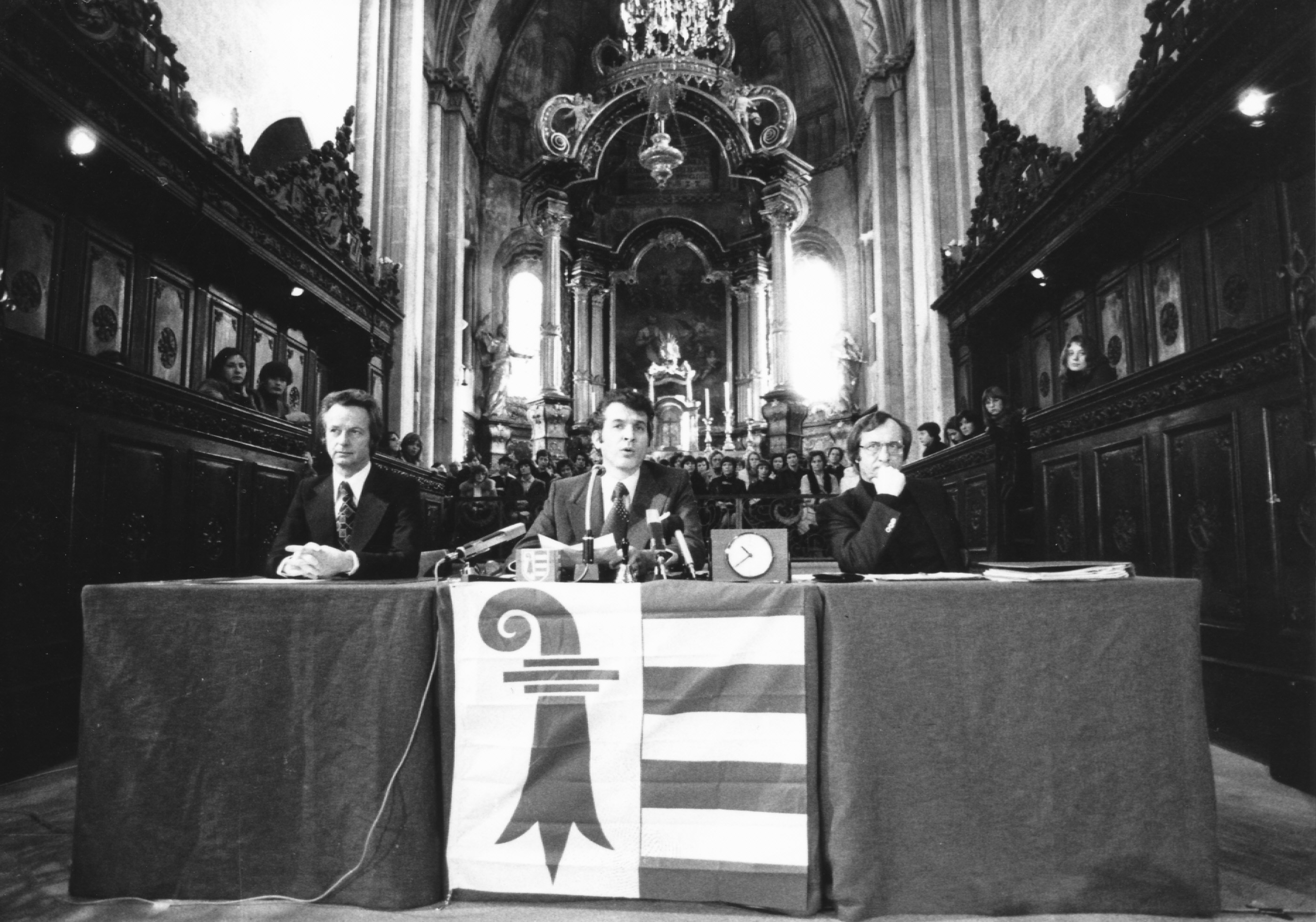
3. Februar 1977, bei der Zeremonie der Annahme der Verfassung des Kantons Jura durch die verfassunggebende Versammlung. Roland Béguelin, François Lachat, Joseph Boinay (von links).

Das eidgenössische Parlament hiess im September 1977 die durch die Verfassunggebende Versammlung des Jura ausgearbeitete jurassische Verfassung gut, mit Ausnahme des Artikels 138, der die Möglichkeit vorsah, den ganzen oder einen Teil des bernisch gebliebenen Juras – unter dem Vorbehalt einer gesetzeskonformen Ablösung – dem neuen Kanton anzugliedern. Am 24. September 1978 ratifizierten das Schweizer Volk (82,3 Prozent Ja) und alle Stände die Schaffung des Kantons Jura, indem sie einer diesbezüglichen Änderung der Bundesverfassung zustimmten, und ermöglichten damit dessen Schritt in die Souveränität am 1. Januar 1979.
Am 10. März 1996 ermöglichten 91,7 Prozent der Stimmenden der Schweiz und sämtliche Kantone der kleinen bernischen Gemeinde Vellerat den Übertritt zum Kanton Jura, weil es ihnen gemäss Meinungsumfragen primär um das Recht auf Selbstbestimmung auf Gemeindeebene ging. Der deutschsprachige Bezirk Laufen ist zwar katholisch, die Sprache führte aber damals zum Entscheid, bei Bern zu verbleiben. Vom verbleibenden Berner Kantonsgebiet territorial getrennt, wechselte der Amtsbezirk Laufen aber 1994 zum Kanton Basel-Landschaft.
Der Kanton Jura und sezessionistische Kräfte im Südjura agitierten weiterhin für eine Wiedervereinigung. Seit 1994 arbeitet die Interjurassische Versammlung (französisch Assemblée interjurassienne) – eine von der Schweizerischen Eidgenossenschaft bestellte Kommission mit allen interessierten Kreisen – an der Lösung der Jurafrage. Im September 2004 begann sie ein Projekt, das einen völlig neuen Kanton anvisiert, in dem der Nordjura (heute Kanton Jura) und der Südjura (Jura bernois) nach den Vorstellungen der Nordjurassier vereinigt werden sollen. Damit wurde ein weiterer Anlauf unternommen, den Südjura von Bern zu lösen und damit die vom Kanton Jura und von separatistischen Kräften des Berner Juras gewünschte «Einheit des jurassischen Volkes» herzustellen.
2013 wurde im Kanton Jura und im zum Kanton Bern gehörenden Berner Jura abgestimmt, ob der Berner Jura beim Kanton Bern bleiben oder dem Kanton Jura angegliedert werden soll. Bei der Abstimmung sprach sich eine Mehrheit für einen Verbleib beim Kanton Bern aus. Einzig die Gemeinde Moutier sprach sich für einen Wechsel in den Kanton Jura aus. Am 18. Juni 2017 entschied die Stimmbevölkerung Moutiers für einen Kantonswechsel. Auch die Gemeinden Belprahon und Sorvilier stimmten am 17. September 2017 über einen Wechsel in den Kanton Jura ab, entschieden sich jedoch gegen einen Kantonswechsel. Die Berner Regierung kassierte die Abstimmung von Moutier 2018 ein. Begründet wurde dies mit «Unregelmässigkeiten». Am 28. März 2021 votierte Moutier mit fast 55 Prozent für den Kantonswechsel.

### Geschichte der Arbeiterbewegung
Eine besondere Bedeutung besitzt die Region auch für die Geschichte der Arbeiterbewegung. 1871 schlossen sich mehrere örtliche, in der Ersten Internationale organisierte Sektionen – vor allem Uhrenarbeiter – zur Juraföderation zusammen. Als Vertreter eines regionalistisch-kollektivistischen Sozialismus und Anarchismus wurde diese 1872 aus der Internationale ausgeschlossen. Die anschliessende Gründung der kurzlebigen Antiautoritären Internationale auf einem Gegenkongress in Saint-Imier machte die Region für einige Jahre zum Zentrum der europäischen Linken in Europa. Der Separatismus der Jura-Bewegung findet ihren Ursprung auch in linguistischen und föderalistischen Ideen, die eine Abgrenzung des Kantons Jura vom Kanton Bern bestrebten. 

## Verwaltungsgliederung

### Politische Gemeinden

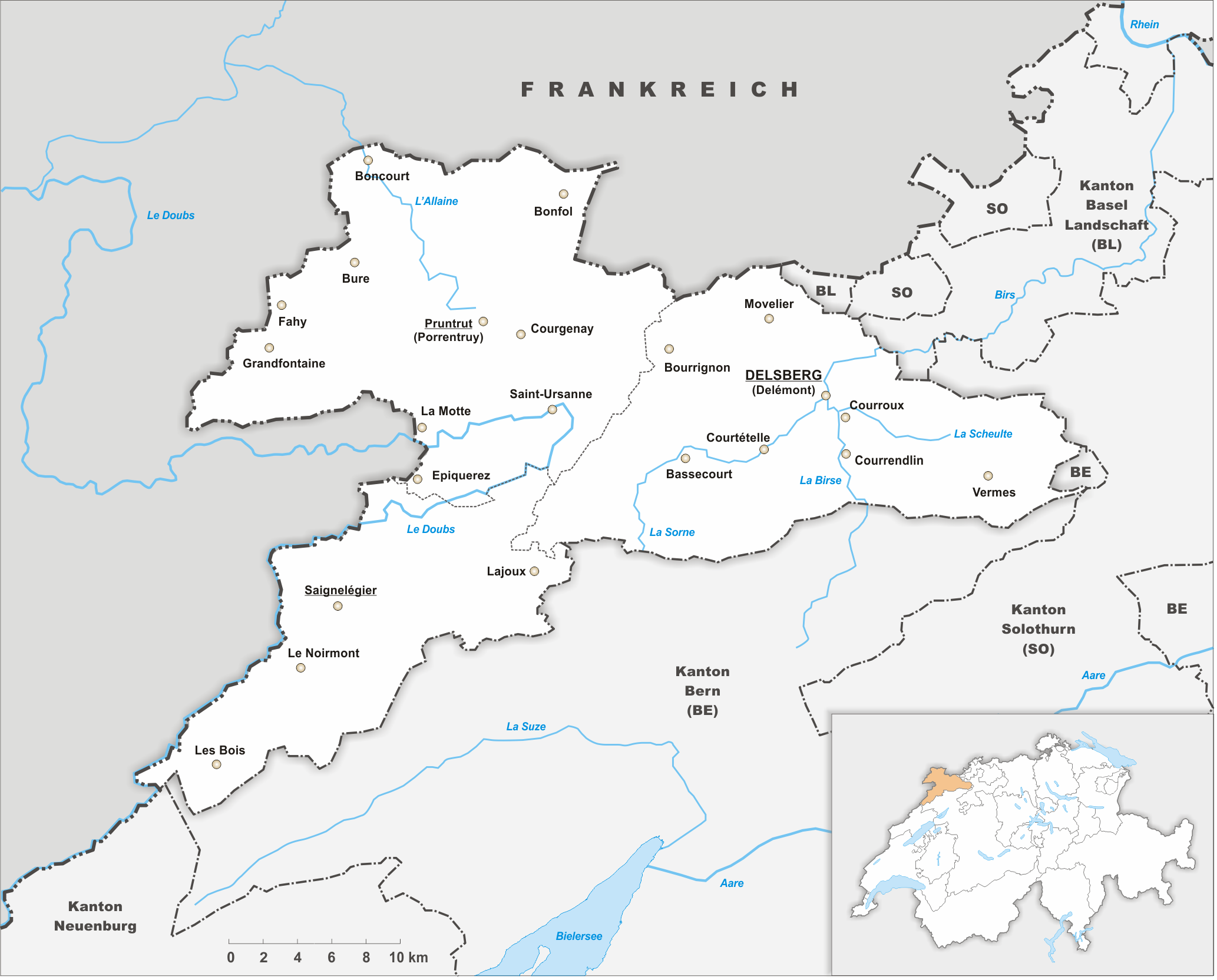
Städte und Orte des Kantons Jura

Der Kanton Jura ist äusserst ländlich geprägt. Der Kanton zählt 50 politische Gemeinden. 
Grösste Siedlung ist der Hauptort Delsberg mit 12'739 Einwohnern.
Neben Delsberg (Stadtrecht seit 1289) gilt auch Porrentruy als historische Stadt (Stadtrecht seit 1283) bzw. als Kleinstadt.
Nachfolgend aufgelistet sind die bevölkerungsreichsten politischen Gemeinden mit mehr als 2'000 Einwohnern per 31. Dezember 2023:
| Politische Gemeinde | Einwohner |
| ------------------- | --------- |
| Delsberg, Hauptort  | 12'739    |
| Haute-Sorne         | 07362     |
| Pruntrut            | 06601     |
| Courrendlin         | 03667     |
| Courroux            | 03396     |
| Val Terbi           | 03269     |
| Courtételle         | 02724     |
| Saignelégier        | 02568     |
| Courgenay           | 02453     |

### Bezirke

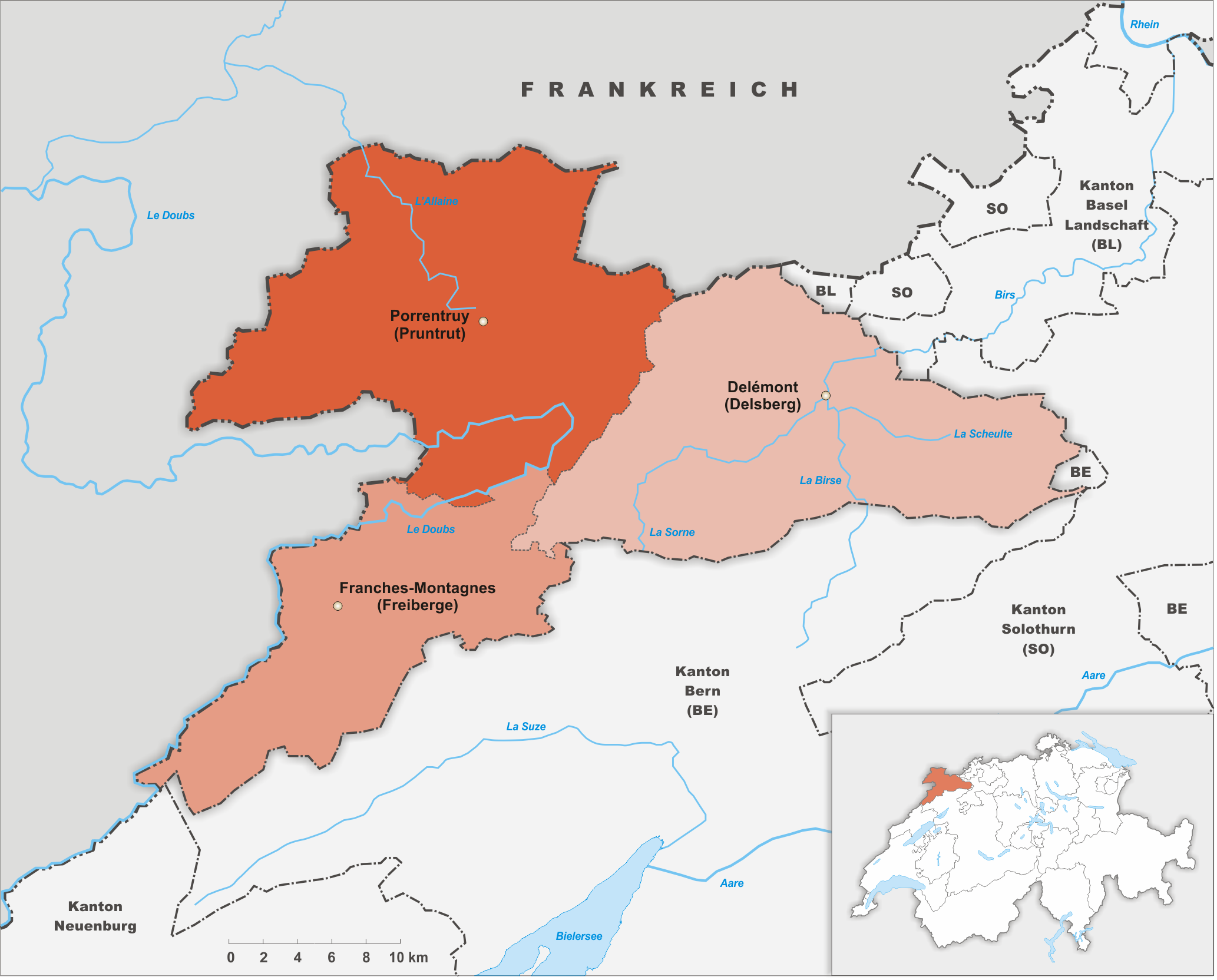
Bezirke des Kantons Jura

Der Kanton Jura ist in drei Bezirke aufgeteilt:
| Bezirk                                                  | Einwohner (31. Dezember 2023) | Fläche in km² | Hauptort     | BFS-Nr. |
| ------------------------------------------------------- | ----------------------------- | ------------- | ------------ | ------- |
| Bezirk Delsberg (frz. District de Delémont)             | 39'660                        | 303,2         | Delsberg     | 2601    |
| Bezirk Pruntrut (frz. District de Porrentruy)           | 24'357                        | 335,1         | Pruntrut     | 2603    |
| Bezirk Freiberge (frz. District des Franches-Montagnes) | 10'531                        | 200,2         | Saignelégier | 2602    |
| Gesamt (3)                                              | 74'548                        | 838,5         | Delsberg     |         |